# Ceratopogon advena
Ceratopogon advena är en tvåvingeart som beskrevs av Meillon 1959. Ceratopogon advena ingår i släktet Ceratopogon och familjen svidknott.
Artens utbredningsområde är Zimbabwe. Inga underarter finns listade i Catalogue of Life.